# Leuchars
Leuchars (gaélique écossais signifiant joncs) est une petite ville proche de la côte nord-est de Fife en Écosse.
La ville se trouve à environ 9 km au nord-ouest de la ville universitaire de St Andrews. La ville de Dundee est à 11 km au nord, de l'autre côté du Firth of Tay, estuaire du Tay.
Leuchars est connue pour sa base Royal Air Force établie en 1920, base qui abrite encore aujourd'hui des avions Tornado F3.
L'église du XIIe siècle St Athernase est un exemple de l'architecture romane.

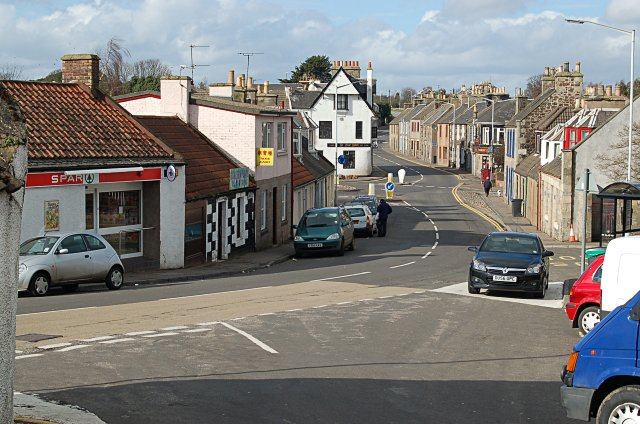
Rue principale de Leuchars.

Les alentours ont été assainis par drainage au XVIIIe siècle. Au XIXe siècle, une gare sur la ligne Édimbourg - Aberdeen apporta une certaine prospérité. À la fermeture de la branche pour St Andrews à la fin des années 1960, Leuchars est devenue l'endroit le plus proche accessible par le train pour rejoindre l'université de St Andrews.